# فرج بومطاري
فرج عبد الرحمن بومطاري Faraj Abumtary (1982 - بنغازي) وزير المالية المفوض بحكومة الوفاق الوطني الليبية، من الوزراء الشباب الذين أسهموا في الإدارة المالية لثورة 17 فبراير من خلال عمله في المكتب التنفيذي، وجهوده مع زملائه في الحفاظ على النظام المصرفي في المناطق المحررة في ذلك الوقت. 

## المعلومات الشخصية
- ولد في مدينة بنغازي شرق ليبيا سنة 1982 لعائلة من تسعة أفراد

## المؤهلات العلمية
- ماجسيتير إدارة الأعمال جامعة بنتلي ماساتشوستس الولايات المتحدة الأمريكية  مايو 2014
- ماجستير محاسبة بجامعة بنغازي أغسطس 2008
- بكالوريوس محاسبة بجامعة بنغازي يوليو 2004

## السيرة المهنية
- وزير المالية المفوض بحكومة الوفاق الوطني الليبية أكتوبر 2018 حتى الآن
- نائب مدير إدارة المراجعة في المصرف التجاري الوطني - أكتوبر 2012
- نائب مدير إدارة المخاطر في محفظة ليبيا إفريقيا للاستثمار - سبتمبر 2009 – يوليو 2010
- مدير  مالي بالمحفظة أغسطس 2010 – نوفمبر 2010
- مدير إدارة المخاطربالمحفظة أكتوبر 2011 –  سبتمبر 2012
- مساعد نائب وزير المالية والنفط مارس 2011 – أكتوبر 2011
- عضو هيئة تدريس معاون سبتمبر 2009 – سبتمبر 2012 بكلية الاقتصاد في جامعة بنغازي والجامعة الأسمرية

## ثورة فبراير
- خلال ثورة فبراير أصبح عضوا في لجنة الأزمة ضمن الفريق المالي
- ساهم في فتح المصارف يوم 21 فبراير وضمان استمرار الحياة الاقتصادية للبلاد خلال تلك الفترة
- انضم إلى المكتب التنفيذي في دائرة المالية والنفط كمسؤول عن الحسابات ومساعد لنائب دائرة المالية والنفط إلى تاريخ التحرير.
- بعد اكتمال الثورة ابتعد عن العمل السياسي
- سافر على نفقته الشخصية للولايات المتحدة الأميركية للدراسة والعمل
- أثناء تواجده في الولايات المتحدة شارك في نشاطات اجتماعية وتطوعية